# 博让西城堡

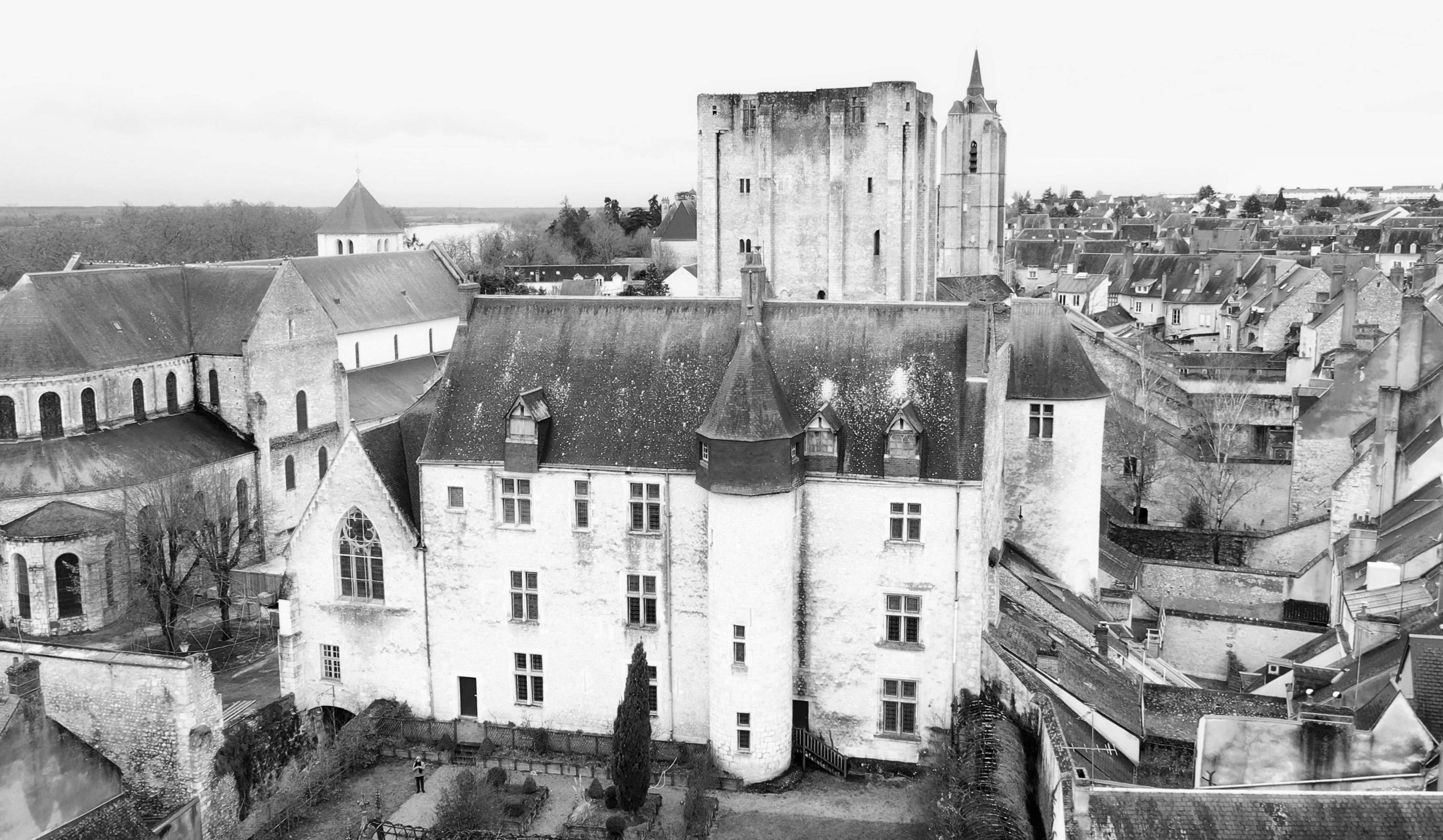

博让西城堡（Château de Beaugency）又名迪努瓦城堡（château Dunois），是法国卢瓦尔河谷城堡群中的一座城堡，位于中央-卢瓦尔河谷大区卢瓦雷省奥尔良区博让西，佩利乌斯街（passage Pellieux）和杜诺伊斯广场（place Dunois）的拐角处，海拔88米。城堡位于卢瓦尔河右岸约200米处，距离奥尔良以南约25公里。
博让西城堡建于中世纪，是一个贵族住宅，先后由博让西的贵族、法国国王和奥尔良公爵所有，直到1789年法国大革命。
这座城堡曾是路易一世的私生子让·德·迪努瓦（1402-1468）的住所，他是圣女贞德的战友，它见证了法国历史上的一些重要事件。2002年之前，它曾是奥尔良艺术和民间传统博物馆的所在地。
博让西城堡现在是一个私人住宅。经过翻新，城堡于2014年10月重新向公众开放。
1926年，博让西城堡列为法国历史遗迹。2000年，成为世界遗产的一部分。.